# Містер Пібоді та Шерман
«Містер Пібоді та Шерман» (англ. Mr. Peabody & Sherman) — повнометражний комп'ютерний анімаційний фільм виробництва американської кіностудії DreamWorks Animation, заснований на персонажах мультиплікаційного сегмента «Неймовірна історія Пібоді» з мультсеріалу 1960-х років «Пригоди Рокі і Бульвінкля». Прем'єра фільму в Україні відбулася 20 лютого 2014 року у форматах 2D і 3D. Режисером анімаційного фільму виступив Роб Минкофф, відомий як режисер мультфільму «Король Лев» і фільму «Стюарт Літтл». Мультфільм має рейтинг «PG» за системою оцінки змісту Американської кіноасоціації через помірні екшн-сцени і дещо грубий гумор, тоді як в Україні фільм не має вікових обмежень — рейтинг «+0».
Головним персонажем мультфільму є антропоморфний пес на ім'я містер Пібоді, що є найрозумнішою істотою в світі і володіє неймовірними навичками і вміннями в абсолютно різних дисциплінах, включаючи науку, музику, дипломатію, танці, фехтування і кулінарію. Він домігся усиновлення людського хлопчика по імені Шерман, якого любить всім своїм серцем і береже його як зіницю ока. Незважаючи на те, що сюжет зосереджений на просторово-часових подорожі містера Пібоді і Шермана на машині часу, розвиток між ними відносин як батька і сина займає центральне місце розповіді.
В озвучуванні мультфільму взяли участь Тай Баррелл, Макс Чарльз, Аріель Вінтер, Стівен Кольбер і Еллісон Дженні.
В цілому мультфільм отримав визнання критиків (статус «Сертифіковано свіжий» на ресурсі «Rotten Tomatoes».
Слоган — Наввипередки з історією.

## Сюжет
Містер Пібоді — балакучий пес і найрозумніша істота у світі. Коли він був щеням, ніхто не хотів брати його на виховання, що послужило для нього причиною присвятити своє життя науці, спорту та винаходам. Одного разу містер Пібоді знаходить у підвалі покинутого немовляту по імені Шерман із згоди суду усиновляє його. Пібоді розповідає Шерману про всесвітню історію, переживаючи безліч пригод з допомогою «Вейбек» — машини часу, найбільшого свого винаходу.
Але через використання «Вейбек» у всесвіті з'являється отвір і зникають найважливіші історичні події. Порятунок минулого, теперішнього та майбутнього в руках — тобто в лапах — містера Пібоді...

## Реліз

### Широкий прокат
На батьківщині мультфільму — в США — мультфільм вийшов 7 березня 2014 року, а в Україні — 20 лютого. Незважаючи на те, що в багатьох країнах стрічка вийшла в березні 2014 року, в широкий прокат фільм вийшов 7 лютого.
- Велика Британія — 7 лютого 2014
- Україна — 20 лютого 2014
- Росія — 6 березня 2014
- США — 7 березня 2014

## Фінансова сторона

### Бюджет і реклама
Компанія «DreamWorks» уклала договір з корпорацією «Mcdonald's», по якому в березні-квітні до обідів «Happy meal» додавалася одна з восьми різних тематичних іграшок.
З метою проведення рекламної кампанії творці мультфільму «Пригоди містера Пібоді і Шермана» крім звичайних рекламних роликів випустили кілька коротких тематичних мультиплікаційних сегментів:
- Кліп «Веселі невдалі кадри», в якому Містер Пібоді проявляє свої собачі звички, а Шерман користується цим[7].
- Трейлер в стилі «Доктора Хто» — данина поваги і подарунок на 50-річчя легендарного серіалу[8].
- Кліп «Все про мого батька», в якому Шерман виступає у школі з розповіддю про містера Пібоді[9].
- Кліп «Найбільша таємниця в історії», в якому містер Пібоді і Шерман зображуються на знаменитих картинах, символах і навіть єгипетських ієрогліфах, а потім описується, як вони там опинилися[10].

### Касові збори
Мультфільм «Пригоди містера Пібоді і Шермана» зібрав у прокаті $275 698 039: в США і Канаді $111,5 млн і $164,2 млн у світі.
У Північній Америці в день прем'єри мультфільм заробив $8 млн і посів друге місце за зборами в перший вік-енд прокату, поступившись фільму «300 спартанців: Розквіт імперії». У другий вік-енд прокату мультфільм зайняв лідируючу позицію, заробивши $21,8 млн.